# Свешников, Максим Валентинович
Макси́м Валенти́нович Све́шников (род. 19 сентября 1985 года, Днепропетровск) — российский кинорежиссёр, сценарист и продюсер. Работник кинокомпании «СТВ». Один из создателей мультипликационной франшизы «Три богатыря».

## Биография
Родился 19 сентября 1985 в Днепропетровске.
Окончил Академию управления персоналом по специальности «юрист».
В 2003 году Максим Свешников написал письмо Александру Ионовичу Боярскому с отрывком сценария о приключениях Алёши Поповича на современный лад. Александр Ионович показал полученный отрывок Сергею Михайловичу Сельянову. Идея понравилась обоим, и они решили перейти на «российский фольклор». Наконец, в 2004 году его пригласили, и он вместе с Боярским написал сценарий к мультфильму «Алёша Попович и Тугарин Змей». В результате при бюджете $2,4 млн мультфильм собрал почти $2 млн. 
Вышедший 16 марта 2006 года «Добрыня Никитич и Змей Горыныч» также не окупился в прокате, при бюджете в $3 млн собрав чуть большую сумму, но уже следующий мультфильм, «Илья Муромец и Соловей-Разбойник», вышедший на следующий год, собрал $10 млн при бюджете в $3,5 млн, тем самым окупившись в прокате.

## Фильмография

### Кинорежиссёр
- 2012 — Снежная королева
- 2014 — Ёлки лохматые
- 2015 — Страна чудес (совместно с Дмитрием Дьяченко)
- 2016 — 2017 — Отель Элеон
- 2016 — Взломать блогеров
- 2019 — Филатов
- 2020 — 257 причин, чтобы жить
- 2020 — Нефутбол
- 2021 — Контейнер
- 2023 — Плейлист волонтёра
- 2023 — Проект «Прометей»

### Сценарист
- 2004 — Алёша Попович и Тугарин Змей (реж. Константин Бронзит)
- 2006 — Добрыня Никитич и Змей Горыныч (реж. Илья Максимов)
- 2007 — Илья Муромец и Соловей-Разбойник (реж. Владимир Торопчин) — участие
- 2007 — Поцелуи падших ангелов (реж. Александр Аравин)
- 2007 — Клуб 69 (реж. Сергей Борчуков)
- 2010 — Белка и Стрелка. Звёздные собаки (реж. Святослав Ушаков) — на основе повести
- 2014 — Ёлки лохматые (собственная постановка)
- 2015 — Защитники (реж. Екатерина Гроховская)
- 2016 — Волки и овцы: бе-е-е-зумное превращение (реж. Максим Волков)
- 2016 — Ёлки 5 (реж. Тимур Бекмамбетов)
- 2016 — Синдбад. Пираты семи штормов (реж. Владлен Барбэ)
- 2016 — Взломать блогеров (собственная постановка)
- 2018 — Три богатыря и наследница престола (реж. Константин Бронзит)
- 2019 — Филатов (собственная постановка)
- 2020 — Конь Юлий и большие скачки (реж. Дарина Шмидт, Константин Феоктистов)
- 2021 — Пиноккио. Правдивая история (реж. Василий Ровенский)
- 2021 — Нефутбол (собственная постановка)
- 2021 — Всё хорошо (реж. Елена Хазанова)
- 2023 — Проект «Прометей» (собственная постановка)

### Продюсер
- 2013 — Как поймать перо Жар-Птицы (реж. Георгий Гитис, Вячеслав Плотников) — исполнительный продюсер
- 2021 — Нефутбол (собственная постановка)
- 2021 — Всё хорошо (реж. Елена Хазанова) — креативный продюсер

## Награды
- 16 июля 2013 — Во Всероссийском детском центре «Орлёнок» завершился XVII Фестиваль визуальных искусств — Диплом в номинации «Волшебная анимация» получил мультфильм «Снежная королева» режиссёров Владлена Барбэ и Максима Свешникова[3].